# 요코하마 고속 철도 Y500계 전동차
요코하마 고속 철도 Y500계 전동차(일본어: 横浜高速鉄道Y500系電車)는 일본 요코하마 고속철도의 전동차이다.

## 개요
2004년 1월(노선 개통은 2월) 미나토미라이 선 및 도쿄 급행 전철 도요코 선 직통을 위해 도입된 차량으로, 8량 1편성씩 총 6편성이 도입되었다. 실내 기기 일부와 도색만 요코하마 고속철도의 요구에 맞게 조금 바뀌었을 뿐 구동계통이나 각종 외부기기류는 모두 도쿄 급행 전철 덴엔토시 선용의 5000계(2차형)에 5080계의 설계를 혼합한 형태이다. 차량 소유회사인 요코하마 고속철도가 차량의 다이어그램 작성 및 관리를 도큐에 모두 위탁하였다. 
미나토미라이 선, 도쿄 급행 전철 도요코 선, 도쿄 메트로 후쿠토신 선 및 세이부 유라쿠초 선/이케부쿠로 선, 도부 도조 본선에서 사용되며, 운행 범위는 세이부 이케부쿠로선의 한노 역, 도부 도조 본선의 시키 역까지다.